# Crazy 完全な大人
| 専門評論家によるレビュー     | 専門評論家によるレビュー |
| レビュー・スコア             | レビュー・スコア         |
| 出典                         | 評価                     |
| ---------------------------- | ------------------------ |
| Billboard JAPAN （杉岡祐樹） | 肯定的                   |

「Crazy 完全な大人」（クレイジー かんぜんなおとな）は、℃-uteのメジャー21枚目のシングル。2013年4月3日にzetimaから発売された。

## 概要
- 表題曲「Crazy 完全な大人」はハロー!プロジェクト初の対バン形式のライブ『Hello!Project 春の大感謝 ひな祭りフェスティバル 2013 〜前夜祭〜』のライブの場で初披露された[6]。
- 初回生産限定盤A・B・C・D・E、通常盤の6形態で発売。
- 初回生産限定盤A・B・CはCD+DVDで、初回生産限定盤D・Eと通常盤はCDのみとなっている。

## 収録曲
全作詞・作曲：つんく

### 初回生産限定盤A
1. Crazy 完全な大人
編曲：平田祥一郎
2. ザ☆トレジャーボックス
編曲：藤澤慶昌
3. Crazy 完全な大人 (Instrumental)
4. 悲しきヘブン (鈴木パートVer.)
5. 悲しきヘブン (岡井パートVer.)
6. 悲しきヘブン (Instrumental)

初回生産限定盤A付属DVD
1. Crazy 完全な大人（Music Video）
2. 悲しきヘブン (鈴木パートVer.)
3. 悲しきヘブン (岡井パートVer.)
4. 悲しきヘブン (Instrumental)

### 通常盤、初回生産限定盤B・C
1. Crazy 完全な大人
2. ザ☆トレジャーボックス
3. Crazy 完全な大人 (Instrumental)

初回生産限定盤B付属DVD
1. Crazy 完全な大人 (Music Video)
2. Crazy 完全な大人 (Dance Commentary Video)
3. Crazy 完全な大人 (Dance Shot Ver.)

初回生産限定盤C付属DVD
1. Crazy 完全な大人 (Music Video)
2. Crazy 完全な大人 (Close-up Ver.)

### 初回生産限定盤D
1. Crazy 完全な大人
2. 地球からの三重奏
歌：矢島舞美・鈴木愛理・岡井千聖
編曲：宅見将典
3. Crazy 完全な大人 (Instrumental)

### 初回生産限定盤E
1. Crazy 完全な大人
2. 私は天才
歌：中島早貴・萩原舞
編曲：近藤圭一
3. Crazy 完全な大人 (Instrumental)

## 参加ミュージシャン
Crazy 完全な大人
- プログラミング：平田祥一郎
- コーラス：CHINO

ザ☆トレジャーボックス
- プログラミング&ギター：藤澤慶昌
- ギター：鎌田こーじ
- コーラス：CHINO
- ボイス：RYO:SUKE(WING WORKS)

悲しきヘブン
- プログラミング&ギター：板垣祐介

地球からの三重奏
- プログラミング&ギター：宅見将典

私は天才
- プログラミング：近藤圭一
- コーラス：CHINO